# João Wilkens de Matos
João Wilkens de Matos, 1° e único Barão de Maruiá (Belém, 8 de março de 1822 – Rio de Janeiro, 3 de maio de 1889), foi um político brasileiro.
Foi presidente da província do Amazonas, nomeado por carta imperial de 21 de outubro de 1868, de 26 de novembro de 1868 a 8 de abril de 1870. Foi presidente da província do Ceará, nomeado por carta imperial de 15 de dezembro de 1871, de 12 de janeiro a 30 de outubro de 1872.
Agraciado barão em 30 de março de 1889.